# بخش هانوفر (شهرستان کلمبیانا، اوهایو)
بخش هانوفر (به انگلیسی: Hanover Township) یک منطقهٔ مسکونی در ایالات متحده آمریکا است که در شهرستان کلمبیانا، اوهایو واقع شده‌است.
 بخش هانوفر ۹۴٫۲ کیلومتر مربع مساحت و ۳٬۷۰۴ نفر جمعیت دارد و ۳۷۵ متر بالاتر از سطح دریا واقع شده‌است.